# Мичуринское сельское поселение (Брянская область)
Мичу́ринское сельское поселение — муниципальное образование в центральной части Брянского района Брянской области. Центр — посёлок Мичуринский. Население — 5666 человек (2021).
Образовано в результате проведения муниципальной реформы в 2005 году, путём преобразования дореформенного Мичуринского сельсовета.

## Население
| 2010  | 2011  | 2012  | 2013  | 2014  | 2015  | 2016  |
| ----- | ----- | ----- | ----- | ----- | ----- | ----- |
| 3660  | ↗3666 | ↗3695 | ↘3668 | ↗3715 | ↘3697 | ↗3761 |
| 2017  | 2018  | 2019  | 2020  | 2021  |       |       |
| ↗3878 | ↗3978 | ↗4091 | ↗4350 | ↗5666 |       |       |

## Населённые пункты
| № | Населённый пункт | Тип     | Население |
| - | ---------------- | ------- | --------- |
| 1 | Елисеевичи       | село    | ↗35       |
| 2 | Колтово          | деревня | ↘337      |
| 3 | Меркульево       | деревня | ↘706      |
| 4 | Мичуринский      | посёлок | ↗4525     |